# Hector-Irénée Sevin
Pour les articles homonymes, voir Sevin.
Hector Irénée Sevin, né le 22 mars 1852 à Simandre-sur-Suran dans l'Ain et mort le 4 mai 1916 à l'hôpital Saint-Joseph de Lyon dans le Rhône, est un prélat français,  archevêque de Lyon et cardinal.

## Biographie
Hector-Irénée Sevin est  ordonné prêtre par l'évêque de Belley le 10 juin 1876. Il était depuis l'année précédente sous-directeur de l'école des sourds et muets de Bourg.
En 1876, il est professeur de grec, puis à partir de 1885, professeur d'histoire et d'écritures saintes au séminaire de Brou.  Il est nommé directeur du séminaire en 1888. La même année, il est chanoine honoraire du diocèse de Belley, puis, en 1891, directeur des conférences du même diocèse. 
En 1891, il devient chanoine titulaire et en 1904, vicaire général.
Le 5 avril 1908, il est nommé évêque de Châlons-en-Champagne, et est sacré à Belley. En 1912, il devient archevêque de Lyon et de Vienne, primat des Gaules.
Il est  considéré comme proche des milieux de l’Action française et peu favorable au catholicisme social lyonnais.

En 1914, le pape Pie X le nomme cardinal avec le titre de cardinal-prêtre de la Trinité des Monts (SS. Trinità al Monte Pincio).

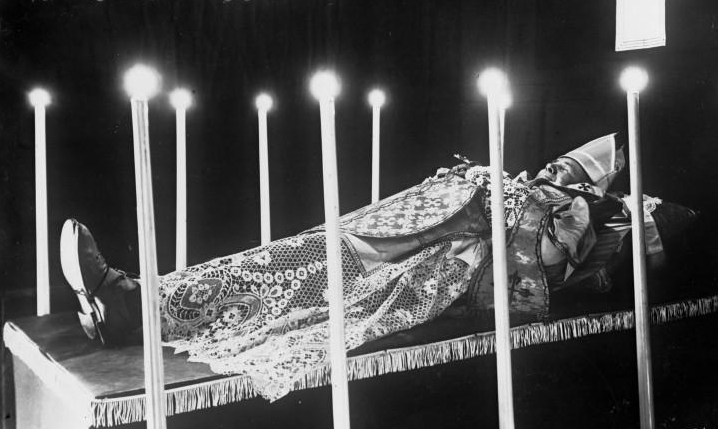
Le cardinal Sevin sur son lit de mort à Lyon le 11 mai 1916.

## Armes
De gueules à la Vierge (Notre-Dame de Brou) d'argent au manteau d'azur.